# Szövegírás
A szövegírás egy marketing- vagy reklámszöveg megalkotását jelenti, melynek témája lehet egy termék, egy vállalat, személy, vélemény vagy eszme. Célja, hogy a szöveg célközönségét a termék vagy szolgáltatás megvásárlására, a szövegben foglalt eszme elfogadására motiválja.
Szövegírásnak számít a célzott e-mailek, szlogenek, webszövegek, online reklámok, televíziós vagy rádiós szövegek, sajtóközlemények, útmutatók, brosúrák, katalógusok, képeslapok és más, a marketingkommunikáció kategóriájába tartozó szövegek megalkotása. A szövegírók emellett írhatnak még a közösségi médiában megjelenő szövegeket is, például blogbejegyzéseket, tweeteket és posztokat közösségi oldalakra. A tartalommarketing része a szövegírás, de a két fogalom nem fedi egymást tökéletesen.

## Szövegírói munka
A szövegírókat általában PR-ral, marketinggel foglalkozó cégek, reklám- és keresőmarketing-ügynökségek alkalmazzák. Találhatunk szövegírókat ugyanakkor olyan vállalatoknál is, amelyeknek nem kifejezetten profilja a szövegírás, csak marketingtevékenység végzése céljából alkalmaznak szövegírókat, így például nagyvállalatok PR- és marketingrészlegein, bolthálózatoknál stb. Szintén alkalmaznak szövegírókat a médiában – televízióknál, újságoknál, internetes portáloknál, könyvkiadóknál és magazinoknál. A szövegíró lehet szabadúszó, aki végezheti munkáját az ügyfél irodájában vagy egy tartalomfejlesztéssel foglalkozó cég külsős munkatársaként, illetve akár otthonról is.
Magyarországon igen kevés a kifejezetten szövegírásra, tartalomfejlesztésre specializálódott ügynökség. Ezek a cégek általában szabadúszó szövegírókat, illetve teljes vagy részidejű munkatársakat alkalmaznak, akiknél sokszor követelmény a kommunikációs, marketing- vagy nyelvészeti irányú végzettség.
A szövegíró cégek rendszerint más – webtartalmat érintő – szolgáltatásokkal együtt kínálják a szövegírást, úgymint marketingtanácsadás, közösségimédia-tanácsadás, keresőoptimalizálás, lektorálás, szövegellenőrzés, weboldaltervezés.
A szövegíró általában egy kreatív csapat tagjaként dolgozik, a reklámügynökségeknél gyakran működik együtt a művészeti vezetővel (art directorral). A szövegíró teljes felelősséggel tartozik a reklámszövegek verbális és/vagy szöveges tartalmáért, amelyet a megrendelő elvárásainak megfelelően köteles megalkotni. Feladata, hogy koherens, megfelelően felépített szöveget alkosson, amely olyan módon hat a célközönségre, hogy a kívánt érzelmi választ váltsa ki. A művészeti vezető a vizuális kommunikációért felel, és esetenként felügyeli a teljes munkafolyamatot, elsősorban a nyomtatásban megjelenő munkáknál. Egyes esetekben, ha a megrendelőnek nincsenek konkrét elvárásai, a kreatív csapat feladata az alapötletek kitalálása is.
A szövegírók munkája sok esetben hasonló a technikai szövegírókéhoz (a szakkifejezéseket, szakzsargont ismerő és rutinosan használó, elsősorban technikai dokumentációkat előállító szövegírók), a két munkakörben gyakoriak az átfedések. A technikai szövegírás célja azonban nem a meggyőzés, hanem az információszolgáltatás. A szövegíró tehát például megírhatja a reklámot, amely eladja a kocsit, a technikai szövegíró pedig annak használati útmutatóját.
2023-ban a mesterséges intelligencia használata a szövegírás feladatain belül is megjelent. A ChatGPT jelentősen átalakította a szövegek megalkotásához elengedhetetlen kutatómunkát és információszerzést. Ezzel együtt nem váltja ki teljesen a szövegírók munkáját, hiszen nem képes a kreativitás, az élettapasztalat és az érzelmi reakciók alkalmazására.

## Szövegírási feladatkörök

### Webszövegírás
Napjainkban az egyik leggyakoribb megbízás, amelynek célja, hogy a weboldalakat a szövegíró olyan tartalommal töltse fel, amely a látogatókat a weboldalon maradásra, a szolgáltatás vagy áru megrendelésére, illetve későbbi, lehetőleg rendszeres visszatérésre motiválja. A szövegnek ugyanakkor arra is alkalmasnak kell lennie, hogy az internetes keresők minél könnyebben megtalálják az oldalt, így tehát a webes szövegírás célja az új látogatók szerzése, illetve a meglévő látogatók partnerekké (megrendelőkké, vásárlókká stb.) konvertálása.
Webes szövegeknél elsődleges, hogy logikusan felépített, megfelelően tördelt szövegek keletkezzenek, amelyek elősegítik a honlapon való eligazodást és minden szükséges információt átadnak.

### Keresőoptimalizálás (SEO)
Szigorúan véve nem tartozik a szövegírás keretei közé, napjainkban azonban mégis fontos részét képezi annak, gyakorlatilag a webszövegírás elengedhetetlen eleme. A keresőoptimalizálás célja, hogy a weboldalon található egyedi, megfelelő hosszúságú és releváns szövegek a weboldalt az internetes keresők találati listájában minél előbbre sorolják, elősegítve ezzel azt, hogy a potenciális érdeklődők rátaláljanak.
A weboldalakon található szövegeknek tehát teljesen egyedieknek kell lenniük, mivel a keresőmotorok szigorúan ellenőrzik, másolt, duplikált szövegről van-e szó, és ha ilyet találnak, azt hátrébb sorolással büntetik. Ugyanilyen fontos a releváns kulcsszavak megfelelő arányban történő szerepeltetése. Ezt a jó szövegíró úgy képes megoldani, hogy a kész szöveg természetesnek hat, az olvasónak nincs olyan érzése, hogy azt csakis a keresőmotor számára írták volna. Ez természetesen azért is fontos, mert a jó webszövegnek nem csak az új látogatók megszerzése, hanem azok megtartása, motiválása is a funkciója.
A keresőoptimalizált szövegírás, vagyis a SEO szövegírás a tartalom megírásának egy módja, hogy a keresőmotorok előtt is láthatóvá váljon egy-egy tartalom egy adott kulcsszóra. A kulcsszavak mellett az eredményesség tekintetében lényeges a külső és belső linkek elhelyezése, a horgonyok kiválasztása, a metaadatok optimalizálása, a legfontosabbb viszont az olvasó kiszolgálása.
A SEO szövegírás nem csupán kulcsszavak alkalmazását jelenti, hanem a célközönség igényeinek feltérképezését, a versenytársak elemzését és a tartalomstratégia megtervezését is magában foglalja. A szövegírónak egyszerre kell megfelelnie a keresőmotorok elvárásainak és a felhasználók tartalmi igényeinek.

### Hírlevelek
Hírlevelek és DM levelek írásakor fontos, hogy a szövegíró tömören, de informatívan foglalja össze a mondanivalót, és hogy olyan szöveget hozzon létre, amely további érdeklődésre ösztönzi a fogadó felet. Ez azért is fontos, mert napjainkban rengeteg kéretlen hírlevél, spam érkezik szinte minden e-mail fiókba. A hírlevélnek tehát ahhoz, hogy valóban felkeltse a potenciális vásárlók figyelmét, ki kell emelkednie a spamek közül. Ehhez az kell, hogy egy érdekes témát taglaló, kutatásokkal, adatokkal alátámasztott, jól felépített, a szakmai szempontoknak megfelelő szövegről legyen szó Ezért előnyös, ha a szövegíró tisztában van olyan dolgokkal, mint a motivációkutatások eredményei, a marketing pszichológiája és nem utolsósorban kreatív nyelvi megoldásokat tud alkalmazni.

### PR-cikkek
Akár a hírlevelek esetében, a pr-cikkeknél is az a fontos, hogy a potenciális partnerek figyelmét felkeltse a szöveg. Így tehát nem elég, ha egy terméket, szolgáltatást vagy céget kimerítően bemutat a szöveg, aktivizálnia is kell az olvasókat. Éppen ezért itt is fontosak a marketingpszichológiai elemek, és hogy a szövegíró képes legyen jól felépített, átgondolt szöveget létrehozni, amely képes a megfelelő érzelmi válaszok kiváltására.